# Android Nougat
Android Nougat (cu numele de cod Android N în timpul dezvoltării) este a 7-a versiune majoră și a 14-a versiune a sistemului de operare Android . Lansat pentru prima dată ca versiune de test pe 9 martie 2016, a fost lansat oficial pe 22 august 2016, dispozitivele Nexus fiind primele care au primit actualizarea. LG V20 a fost primul smartphone lansat cu Android Nougat.
Nougat introduce modificări notabile sistemului de operare și platformei sale de dezvoltare, inclusiv capacitatea de a afișa mai multe aplicații simultan pe ecran într-o vizualizare pe ecran împărțit, suport pentru răspunsuri la notificări și un mod extins de economisire a energiei care restricționează dispozitivul atunci când ecranul este oprit pentru o perioadă de timp. În plus, platforma a trecut la un mediu Java bazat pe OpenJDK și a primit suport pentru API -ul de randare grafică Vulkan și actualizări de sistem fără întreruperi pe dispozitivele acceptate.
Android Nougat a primit recenzii pozitive. Noul format de notificare a aplicației a primit laude în special; în timp ce interfața multitasking a fost văzută ca o schimbare pozitivă, recenzenții au constatat că mai multe aplicații sunt incompatibile cu această funcție. Criticii au avut experiențe mixte cu modul de economisire a energiei, dar instalările mai rapide ale aplicațiilor și ajustările interfeței cu utilizatorul au fost, de asemenea, evaluate pozitiv.